# دارخزک ابروسفید
دارخزک ابروسفید (نام علمی: Climacteris affinis) نام یک گونه از سرده دارخزک‌های استرالزی است.